# Cilento
Cilento är ett kulturlandskap i den södra delen av provinsen Salerno i regionen Campania och ett viktigt turistområde i södra Italien.

## Geografi
Kustområdet vid Tyrrenska havet ligger mellan Paestum och Policastrobukten, nära staden Sapri. Andra turistorter vid kusten är "frazioni"; exempelvis Santa Maria di Castellabate, Acciaroli, Velia, Palinuro, Marina di Camerota, Scario och Policastro Bussentino. 
De inre gränserna utgörs av Alburnibergen och Vallo di Diano. 
De största städerna i området är Vallo della Lucania (i mitten), Sapri och Agropoli. 
Större delen av Cilento tillsammans med Vallo di Diano bildar världsarvet Cilento och Vallo di Diano nationalpark.

## Historia

### Grekisk koloni
Regionen är rotad i grekisk mytologi, såsom i namnen på en del städer, vilket också syns i lämningarna efter kolonierna Velia (antikens Elea) och Paestum (antikens Poseidonia). Velia var även sätet för "Eleaterna", en skola av försokratiska filosofer såsom Parmenides, Zeno av Elea och Melissus av Samos.

## Språk
Cilento var en gång en del av antikens Lucania, och språket i regionen influerades av lucaniskan. I norra Cilento är dialekten mer påverkad av neapolitanska, och södra delens dialekt har stora likheter med sicilianskan.

## Galleri

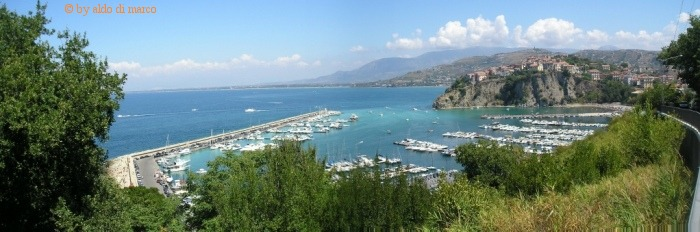
Agropoli
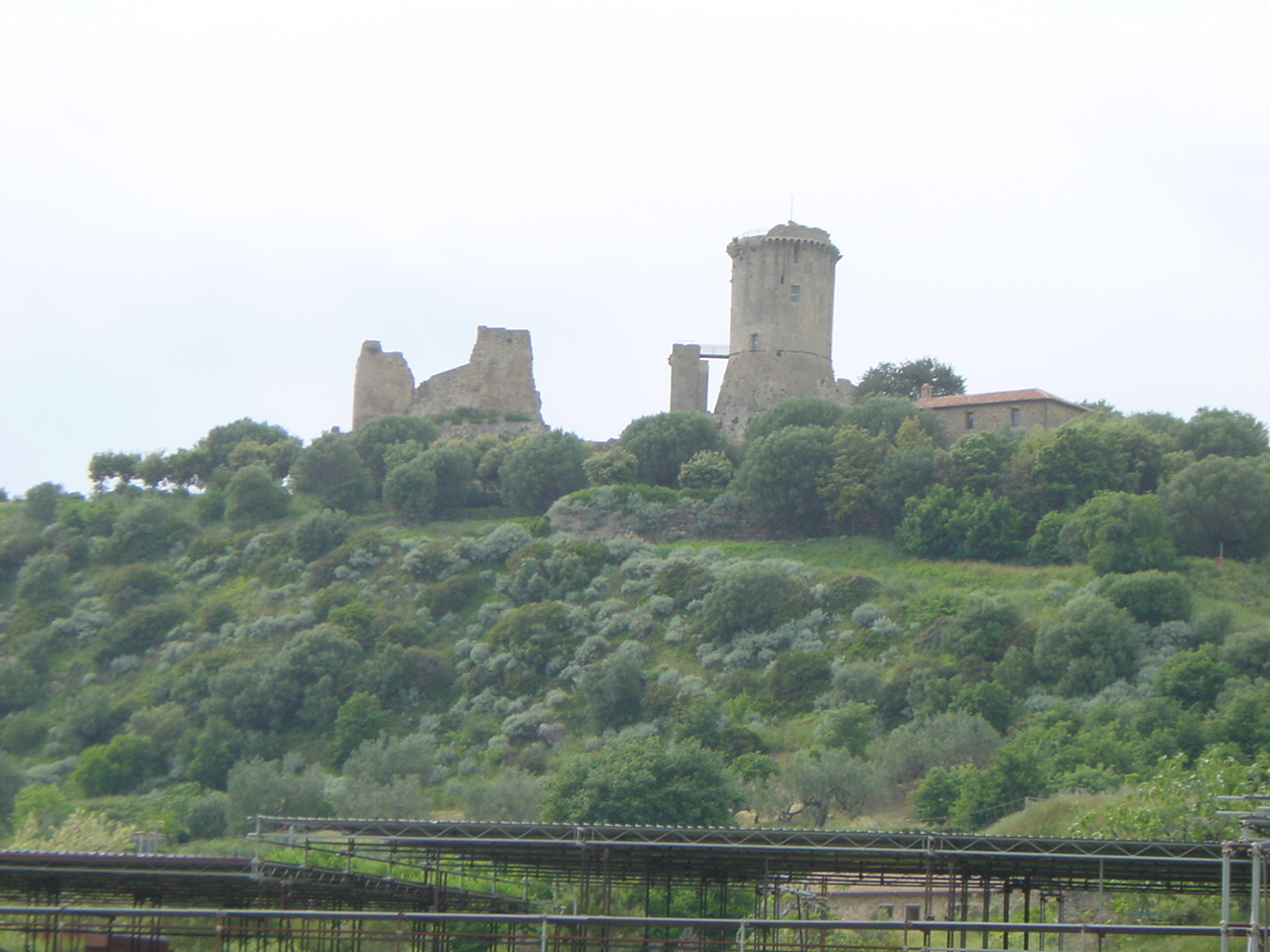
Velia
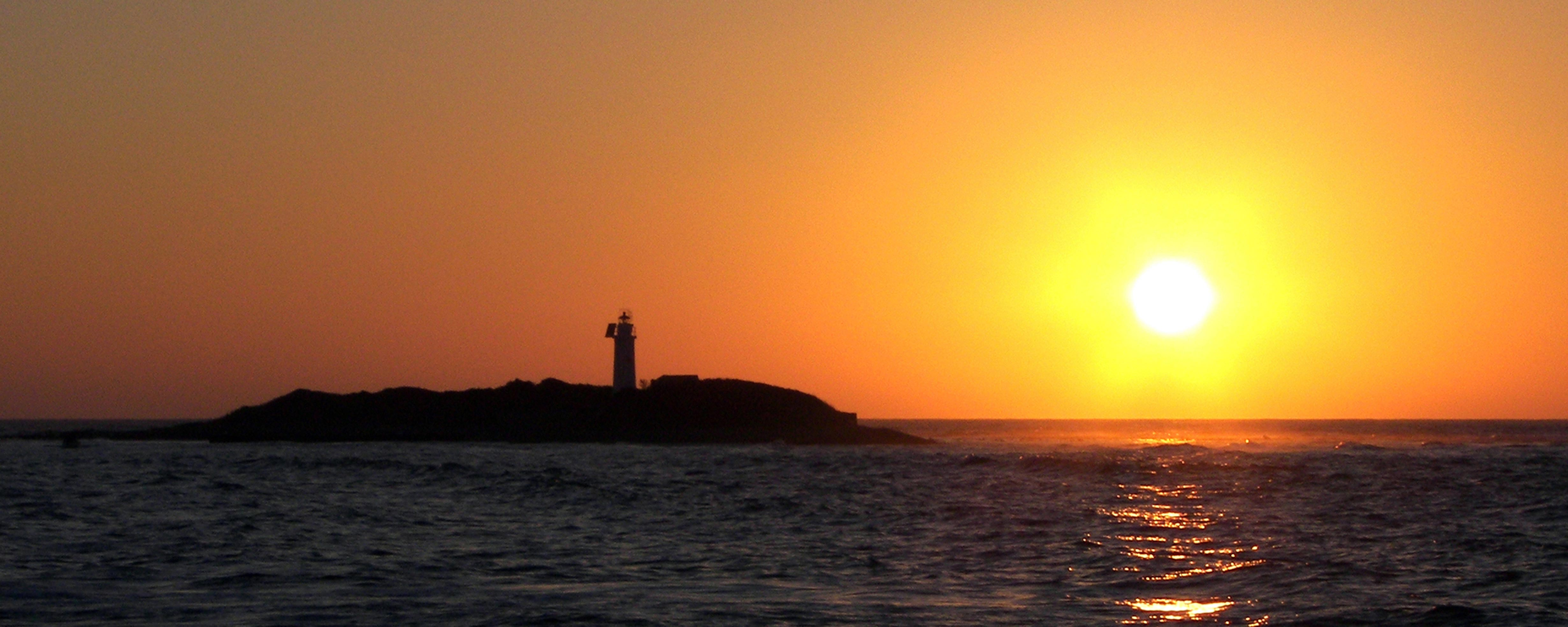
Ön Licosa
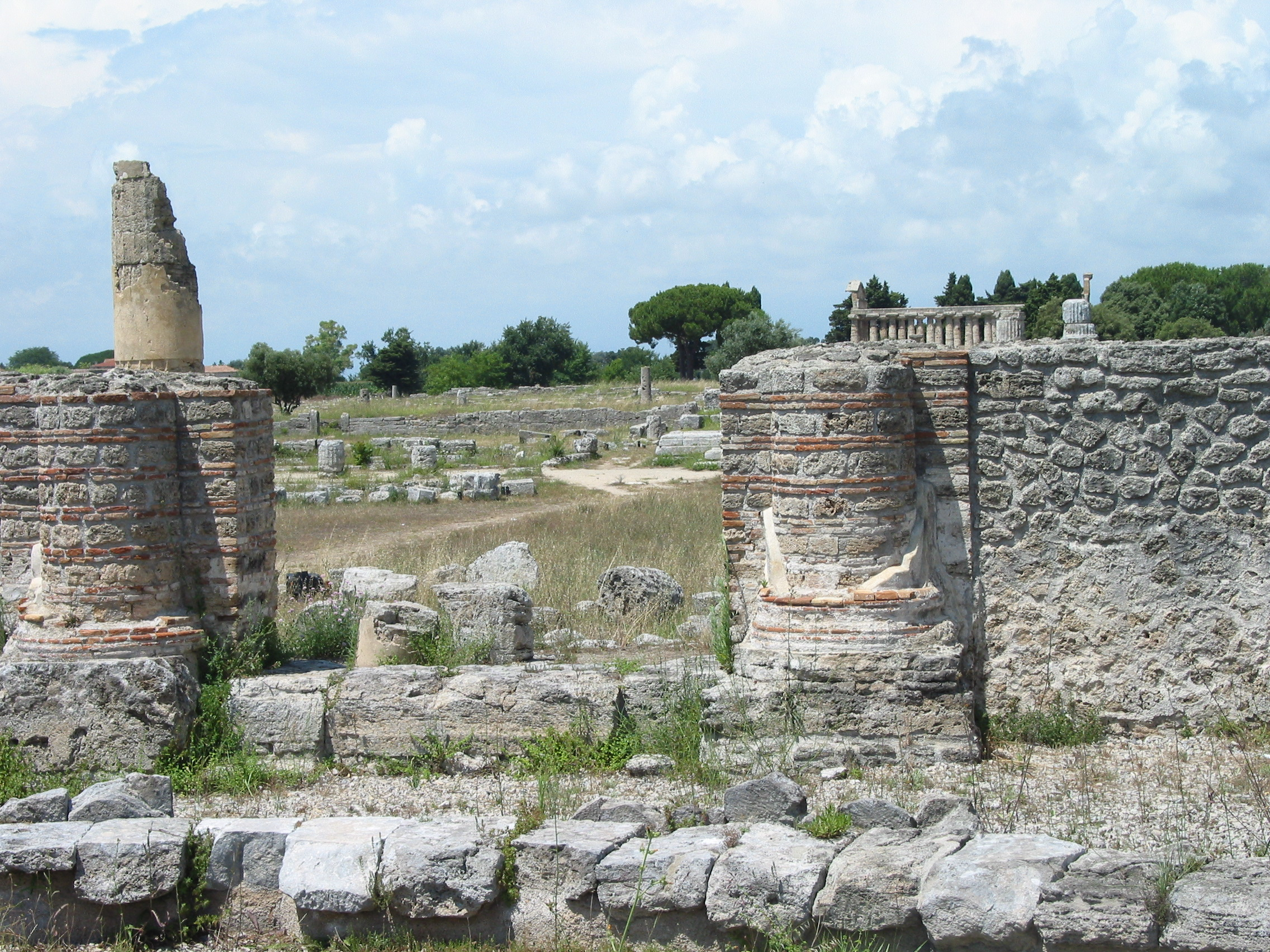
Paestum
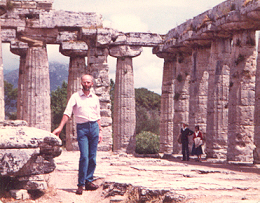
Paestum
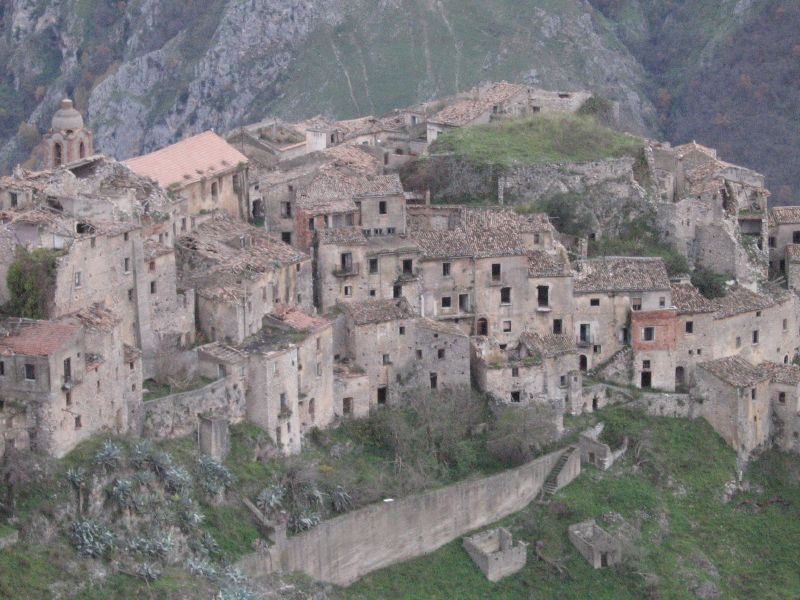
Romagnano al Monte
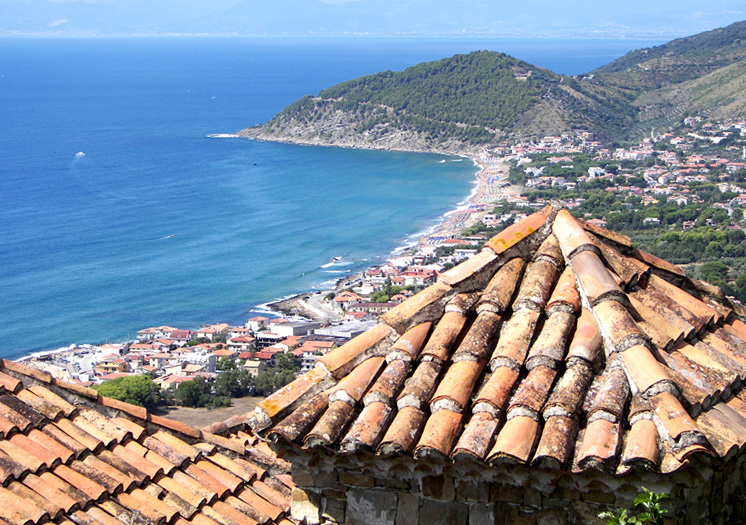
S.Maria di Castellabate
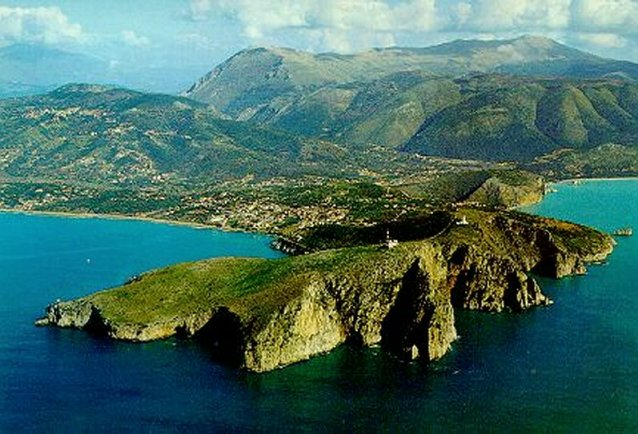
Cape Palinuro